# Nagaworld FC
Nagaworld FC (do stycznia 2015 Nagacorp FC) – kambodżański klub piłkarski z siedzibą w Phnom Penh. Swoje mecze rozgrywa na Stadionie Olimpijskim w Phnom Penh. W Cambodia League, najwyższej klasie rozgrywkowej w Kambodży, zadebiutował w sezonie 2005. 

## Sukcesy
- Mistrzostwo Kambodży: 2007, 2009, 2018
- Wicemistrzostwo Kambodży: 2011, 2012, 2015
- Puchar Hun Sen: 2013

## Skład
| Nr | Poz. | Piłkarz            |
| -- | ---- | ------------------ |
| 1  | BR   | Pich Rovenyothin   |
| 2  | OB   | Chan Dara          |
| 3  | OB   | Pheng Dara         |
| 5  | OB   | Neang Chenla       |
| 6  | OB   | Om Thavrak         |
| 7  | NA   | Choun Chum         |
| 8  | PO   | San Narith         |
| 9  | PO   | Kob Isa            |
| 10 | NA   | Teab Vathanak      |
| 11 | PO   | Ou Lyhorng         |
| 12 | PO   | Chin Vannak        |
| 13 | OB   | Teat Chandarasokha |
| 14 | PO   | Chim Sombo         |

| Nr | Poz. | Piłkarz                                               |
| -- | ---- | ----------------------------------------------------- |
| 15 | OB   | Tieng Tiny                                            |
| 16 | PO   | Seang Longdy                                          |
| 17 | OB   | Prak Chanrathana                                      |
| 18 | OB   | Sun Sovannarith                                       |
| 19 | PO   | Pen Stéphane                                          |
| 23 | PO   | Sun Sopanha                                           |
| 26 | PO   | Kenneth Nwafor                                        |
| 30 | PO   | Anderson Zogbe (na wypożyczeniu z BEC Tero Sasana FC) |
| 31 | OB   | Razaqnofi Nofiu                                       |
| 32 | NA   | Ngeng Ernest                                          |
| 33 | BR   | Phorn Rathana                                         |
| 35 | BR   | Sok Keara                                             |
| 36 | NA   | Ishola Ibrahim                                        |